# Göteborgs FF
Göteborgs FF (GFF) är en svensk fotbollsklubb grundad den 20 augusti 1897 i Göteborg av Wilhelm Friberg och är en av Sveriges äldsta fotbollsklubbar. Klubben kom på andra plats två gånger i svenska mästerskapet, (först 1899 och sedan 1903) som bestämde svenska mästaren i tidig svensk fotboll. Klubben var en så kallad farmarklubb till Örgryte IS och under den eran spelade de sina hemmamatcher på Valhalla IP som ägdes av Örgryte IS.
Göteborgs FF deltog i de två första säsongerna av Svenska Serien (föregångaren till Allsvenskan) där de år 1910 slutade femma och blev exkluderade efter säsongen. Men de deltog igen följande år eftersom lämnade serien efter första omgången 1911. Dock slutade klubben på sjätte plats och åkte ur igen och har aldrig varit i högsta serien sedan dess även om de spelade i svenska mästerskapen efteråt.
Herrlaget har spelat större delen av 2000-talet i division 5B Göteborg. 2007 åkte man ur division 5 och efter det året så vann laget 3 divisioner på 4 år; division 6C 2008, division 5B 2009 och division 4B 2011. Sedan 2013 spelar laget återigen i Division 4B.
Damverksamheten återstartades efter många år 2009 och spelade första året i division 5. Obesegrade gick de första året upp i dåvarande division 4. Efter några seriesegrar kvalificerades laget upp till division 2. 2019 vann damerna både division 2 och division 3. Guldhattarna var talrika. 2020 spelade de därför i division 1, men efter en halv Corona-drabbad säsong föll laget den sista omgången ner under nedflyttningsstrecket. 
Damlaget spelar 2022 i Division 2 Västra Götaland  och i division 3A Göteborg. Damtruppen tränas i år av Peter Ohlsson. 
Göteborgs FF har ett mycket nära samarbete med ungdomsklubben Azalea BK. De två klubbarna bildar en enhet med Azalea BK som ungdomsdel och Göteborgs FF som seniordel. Göteborgs FF:s herr- och damjuniorer spelar under namnet Göteborgs FF/Azalea BK. Herrjuniorerna spelar i Division 1 Göteborg och damjuniorerna i Division 2 Göteborg under 2022. Många damjuniorer har under året testat på att spela seniorfotboll och det med den äran. 2019 tog Björn Henning herrjuniorerna till en historisk serieseger i Junior Pojkar Div 1.  

## Kända spelare och tränare
- Karl Corneliusson
- Erik Johansson
- Hans Gren
- Örjan Glans
- Hans Blomqvist
- Anton Glanzelius
- Josef Börjesson
- Nils Eriksson
- Björn Henning (f.d huvudtränare för herrjunior)
- Sofia Palmqvist
- Kristin "Krickan" Carlsson
- Kajsa Thornfalk

## Statistik
| År      | Serie                     | Pl. | Tränare                                       | Skyttekung                 | Snittpublik |
| 2023    | Div 4 B Göteborg          |     | Lo Gröndahl, Carl Aldebert, Andreas Palmqvist |                            |             |
| 2022    | Div 4 B Göteborg          | 2   | Lo Gröndahl, Richard Schöndell                | Alexander Pyk              | 29          |
| 2021    | Div 4 B Göteborg          | 4   | Lo Gröndahl, Richard Schöndell                | Christian Ronnelin         | 29          |
| 2020    | Div 4 B Göteborg          | 9   | Peter Fekete                                  | Teodor Nastevski Lindström | 10          |
| 2019    | Div 4 B Göteborg          | 3   | Peter Fekete, Rickard Schöndell               | Charles Palmborg           | 28          |
| 2018    | Div 4 B Göteborg          | 3   | Örjan Glans, Göran Eriksson                   | Teodor Nastevski Lindström |             |
| 2017    | Div 4 B Göteborg          | 2   | Jonas Gerstenfelt, Örjan Glans                | Teodor Nastevski Lindström | 47          |
| 2016    | Div 4 B Göteborg          | 6   | Jonas Gerstenfelt, Örjan Glans                | Adrian Sundqvist           | 80          |
| 2015    | Div 4 B Göteborg          | 8   | Christoffer Ahlman, Jonas Gerstenfelt         | Teodor Nastewski Lindström | 62          |
| 2014    | Div 4 B Göteborg          | 7   | Simon Ebeling                                 | Teodor Nastewski Lindström | 57          |
| 2013    | Div 4 B Göteborg          | 7   | Simon Ebeling                                 | Jonas Olsson               | 57          |
| 2012    | Div 3 Nordvästra Götaland | 12  | Kjell-Åke Nilsson                             | Andreas Björkman           | 118         |
| 2011    | Div 4 B                   | 1   | Kjell-Åke Nilsson                             | Andreas Björkman           | 170         |
| 2010    | Div 4 B                   | 8   | Kjell-Åke Nilsson                             | Markus Karstrand           | 64          |
| 2009    | Div 5 B                   | 1   | Jonny Dackenius                               | Markus Karstrand           |             |
| 2008    | Div 6 C                   | 1   | Jonny Dackenius                               | Patrik Larsson             |             |
| 2007    | Div 5 B                   | 11  |                                               |                            |             |
| 2006    | Div 5 B                   | 9   | Jonny Dackenius                               |                            |             |
| 2005    | Div 5 B                   |     |                                               |                            |             |
| 2004    | Div 5 B                   |     |                                               |                            |             |
| 2003    | Div 5 B                   |     |                                               |                            |             |
| 2002    | Div 5 B                   |     |                                               |                            |             |
| 2001    | Div 5 B                   |     |                                               |                            |             |
| 2000    | Div 5 B                   |     |                                               |                            |             |
| 1999    | Div 5 B                   |     |                                               |                            |             |
| 1998    | Div 4 B                   | 12  |                                               |                            |             |
| 1997    | Div 4 B                   | 7   | Martin Johansson                              |                            |             |
| 1996    | Div 4 B                   | 8   | Martin Wikström                               |                            |             |
| 1995    | Div 4 B                   | 3   | Martin Wikström                               |                            |             |
| 1994    | Div 4 B                   | 4   | Kurt Martinsson                               |                            |             |
| 1993    | Div 4 B                   | 4   | Stig Brandin                                  |                            |             |
| 1992    | Div 3 Nordvästra Götaland | 11  | Ronny Lindgren                                |                            |             |
| 1991    | Div 3 Nordvästra Götaland | 7   | Ronny Lindgren                                |                            |             |
| 1990    | Div 3 Nordvästra Götaland | 6   | Reine Olausson                                |                            |             |
| 1989    | Div 3 Nordvästra Götaland | 9   | Reine Olausson                                |                            |             |
| 1988    | Div 3 Nordvästra Götaland | 5   | Reine Olausson                                |                            |             |
| 1987    | Div 4                     | 1   | Reine Olausson                                | Jan Höglund                |             |
| 1986    | Div 4                     | 4   | Reine Olausson                                |                            |             |
| 1985    | Div 4 Göteborg A          | 2   | Jan-Ove Borg                                  |                            |             |
| 1984    | Div 4 Göteborg A          | 2   | Jan-Ove Borg                                  |                            |             |
| 1983    | Div 3 Nordvästra Götaland | 10  | Jan-Ove Borg                                  |                            |             |
| 1982    | Div 3 Nordvästra Götaland | 8   | Leif Gustavsson                               |                            |             |
| 1981    | Div 3 Nordvästra Götaland | 5   | Leif Gustavsson, Thomas Lundvall              |                            |             |
| 1980    | Div 3 Nordvästra Götaland | 6   | Bengt Bohlin                                  | Kid Lith, Jörgen Willman   |             |
| 1979    | Div 3 Nordvästra Götaland | 6   | Bengt Bohlin, Leif Gustavsson                 |                            |             |
| 1978    | Div 3 Nordvästra Götaland | 4   | Bengt Bohlin, Bengt Kristensson               |                            |             |
| 1977    | Div 3 Nordvästra Götaland | 7   | Bengt Bohlin, Bengt Kristensson               |                            |             |
| 1976    | Div 3 Nordvästra Götaland | 9   | Bengt Mattsson, Bengt Kristensson             |                            |             |
| 1975    | Div 3 Nordvästra Götaland | 9   | Dennitz Fredriksson                           |                            |             |
| 1974    | Div 3 Nordvästra Götaland | 6   | Dennitz Fredriksson                           |                            |             |
| 1973    | Div 4 B                   | 1   | Arne Lindqvist                                |                            |             |
|         | ---                       |     |                                               |                            |             |
| 1948-49 | Div 4                     | 3   |                                               |                            |             |
| 1947-48 | Div 3                     | 9   |                                               |                            |             |
| 1946-47 | Div 2                     | 8   |                                               |                            |             |
| 1945-46 | Div 2                     | 7   |                                               |                            |             |
| 1944-45 | Div 3                     | 1   |                                               |                            |             |
| 1943-44 | Div 3                     | 2   |                                               |                            |             |
| 1942-43 | Div 3                     | 7   |                                               |                            |             |
| 1941-42 | Div 4 (Elitserien)        | 1   |                                               |                            |             |
| 1940-41 | Div 4 (Elitserien)        | 4   |                                               |                            |             |
| 1939-40 | Div 4 (Elitserien)        | 6   |                                               |                            |             |
| 1938-39 | Div 4 (Elitserien)        | 3   |                                               |                            |             |
| 1937-38 | Klass 2                   | 1   | Åke Backman                                   | Georg Jonasson             |             |
| 1936-37 | Klass 2                   | 5   | ”Gobben” Jonasson                             |                            |             |
| 1935-36 | Klass 2                   | 6   | ”Gobben” Jonasson                             |                            |             |
| 1934-35 | Klass 3                   | 2   | ”Gobben” Jonasson                             |                            |             |
| 1934    | Klass 3                   | 6   | ”Gobben” Jonasson                             |                            |             |
| 1933    | Klass 4                   | 1   | ”Gobben” Jonasson                             | Arne Hermansson            |             |